# ضريح حافظ الشيرازي
ضريح الشاعر حافظ الشيرازي وبهو تذكاري ملحق به، Hāfezieh هما نصب تذكاري اقيم في الطرف الشمالي من مدينة شيراز، إيران، في ذكرى الشاعر الفارسي الشهير حافظ. وتقع مقصورتان في حدائق المصلى على الضفة الشمالية لنهر موسمي والبيت الرخامي الذي يظلل القبر. توجد المباني الحالية منذ عام 1935 وصممها المهندس المعماري الفرنسي وعالم الآثار أندريه غودار، هي في نفس موقع المباني القديمة، وأكثرهم شهرة بنيت في 1773. ويشكل القبر، الحدلئق المحيطة به، والنصب التذكارية المحيط به مصدرًا للجذب السياحي في شيراز.

## المباني الحديثة

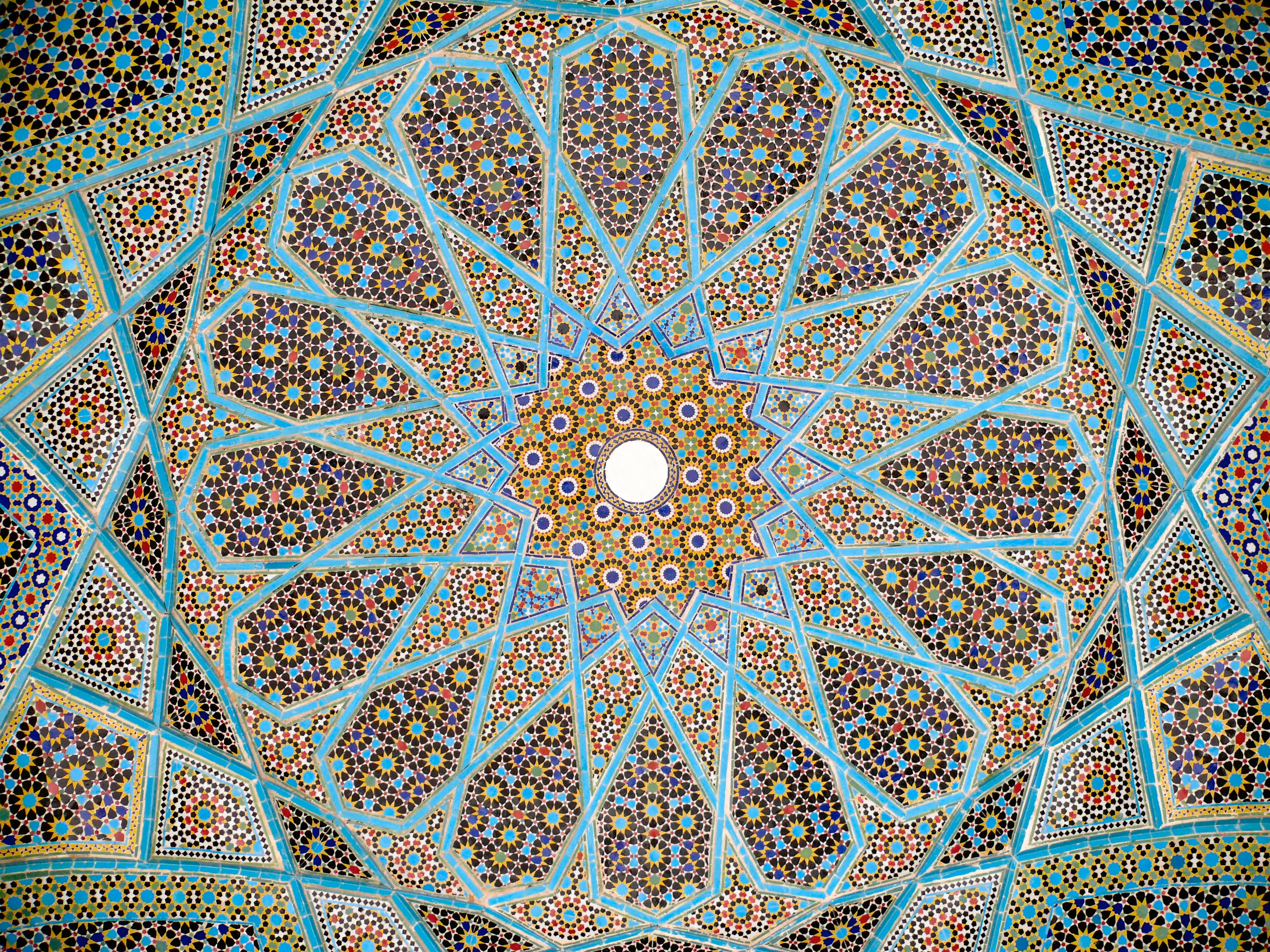
سقف المقصورة التي تغطي القبر وهي مصقولة بالفسيفساء، ويتبع هذا التصميم نظام الجيرة

## مهرجان الشعر العالمي عام 2010
في حديقة يتوسطها مقام الشاعر الفارسي حافظ الشيرازي بمدينة شيراز أقيم مهرجان الشعر العالمي الذي استضافته شيراز ومن قبلها طهران وأصفهان حيث قدم شعراء من نحو 57 دولة، من بينهم الشاعر الفلسطيني منير مزيد الذي يعيش في رومانيا. حضر المهرجان الرئيس الإيراني محمود أحمدي نجاد ووزير الثقافة محمد حسيني كان تخليدًا لشعراء فارسيين مثل حافظ الشيرازي وسعدي وجلال الدين الرومي وناصر خسرو وفريد الدين العطار.

## معرض الصور

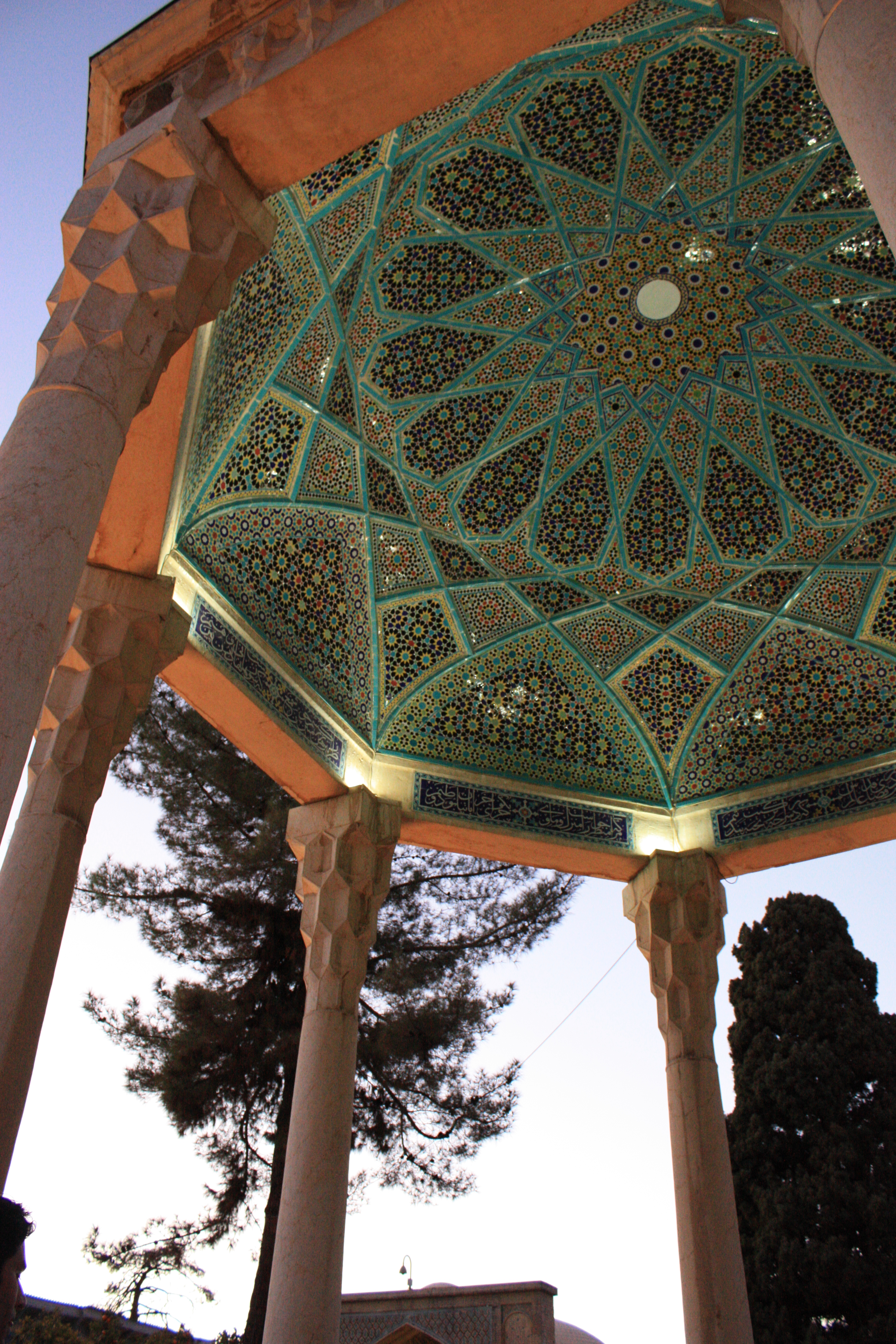
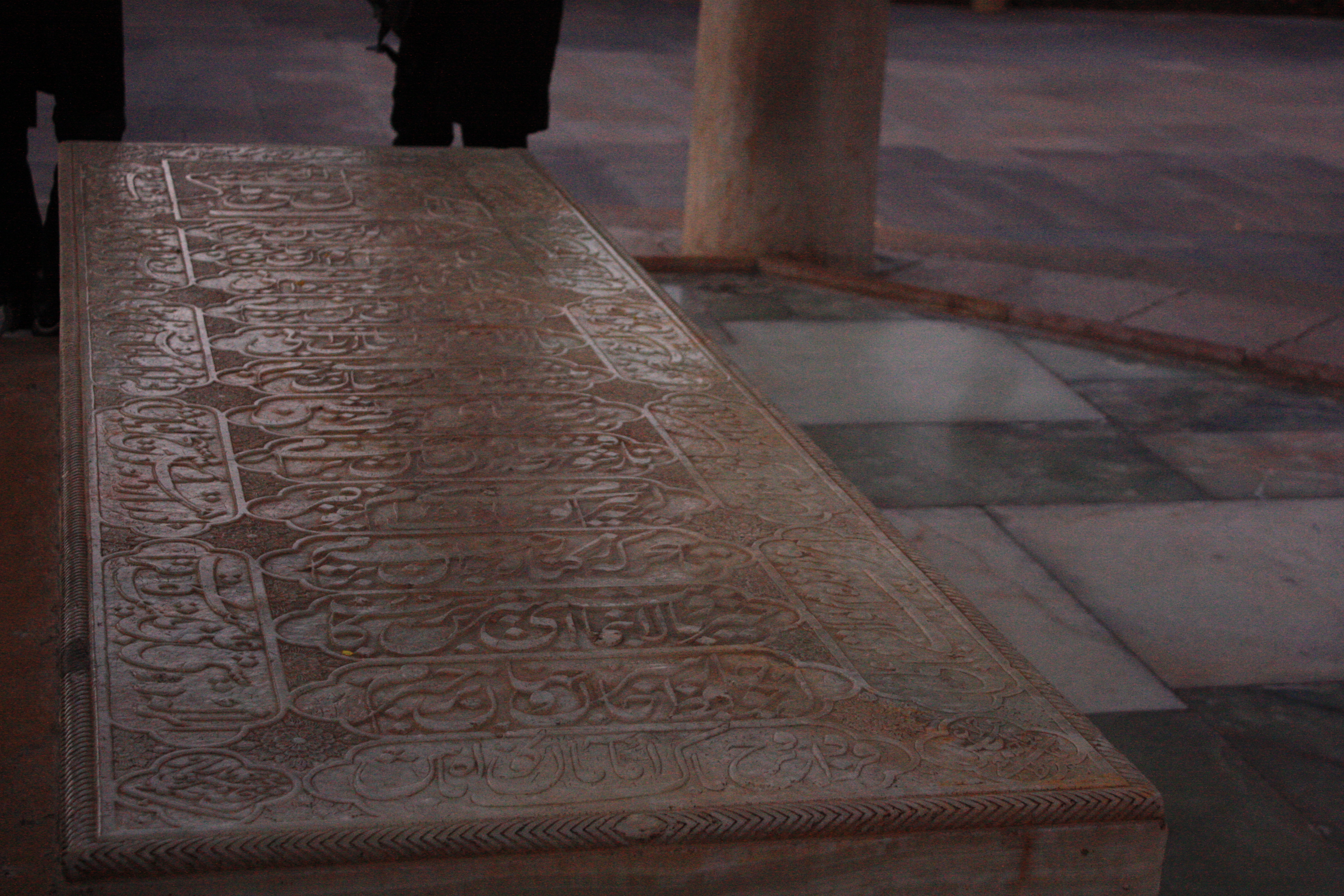
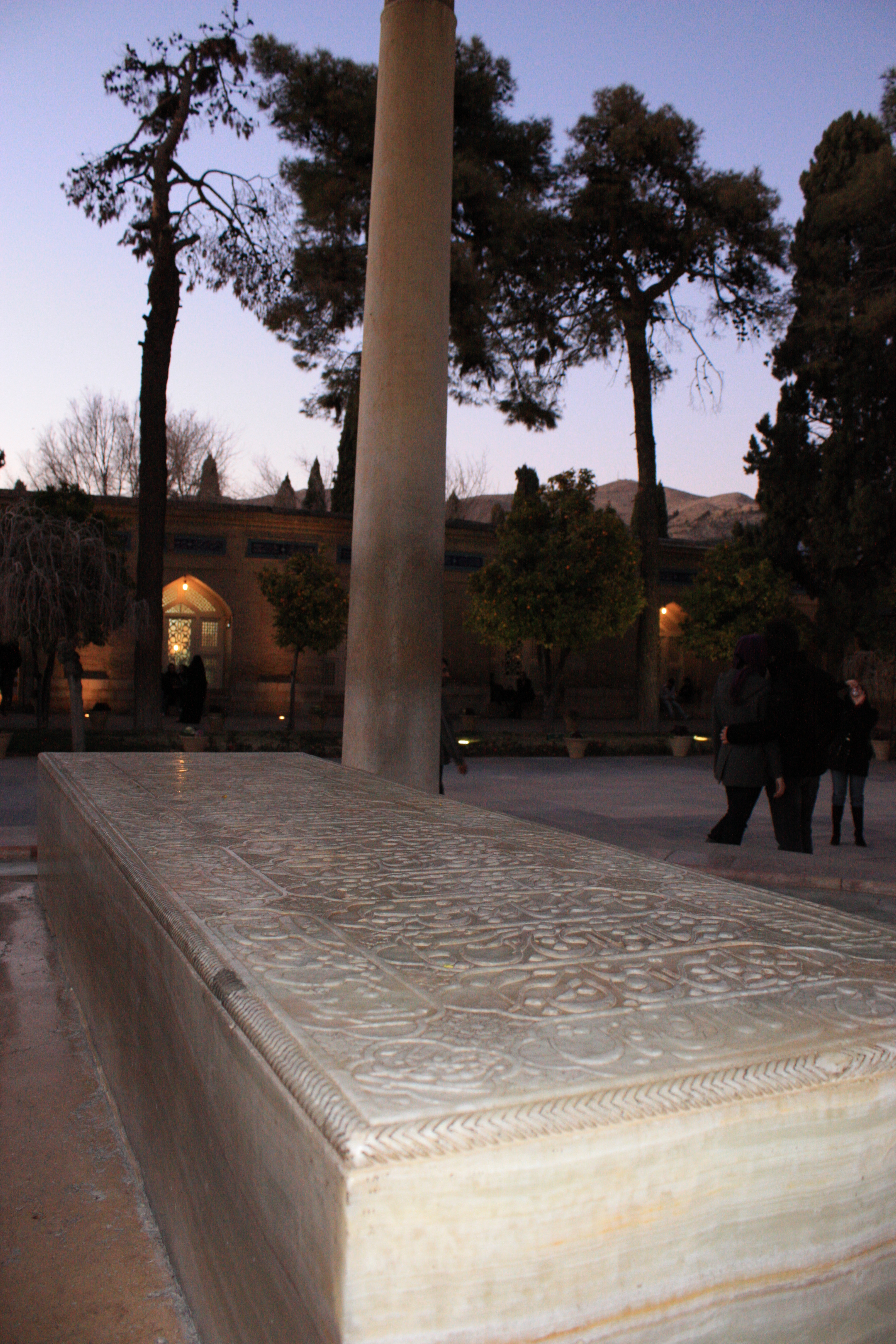
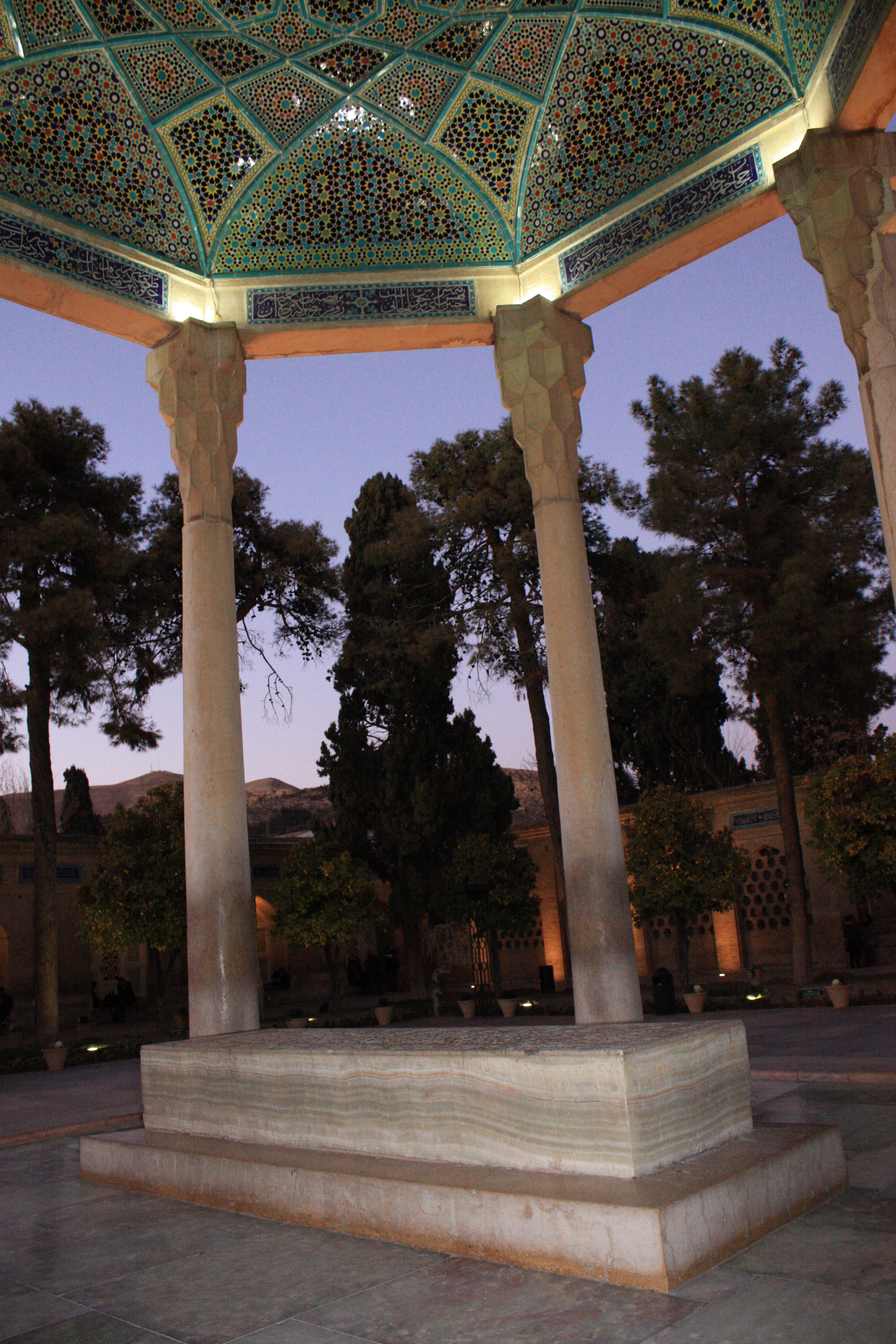
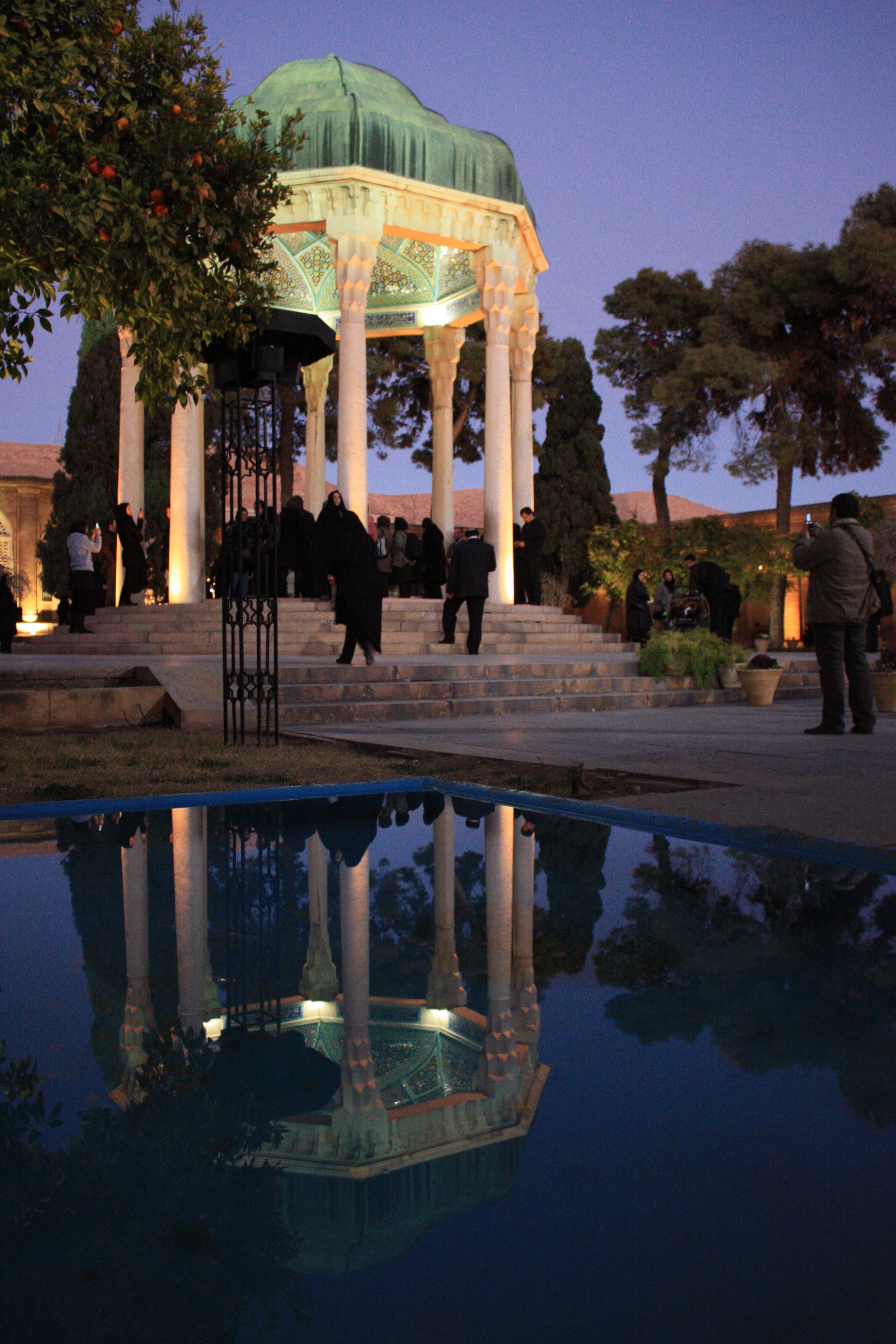
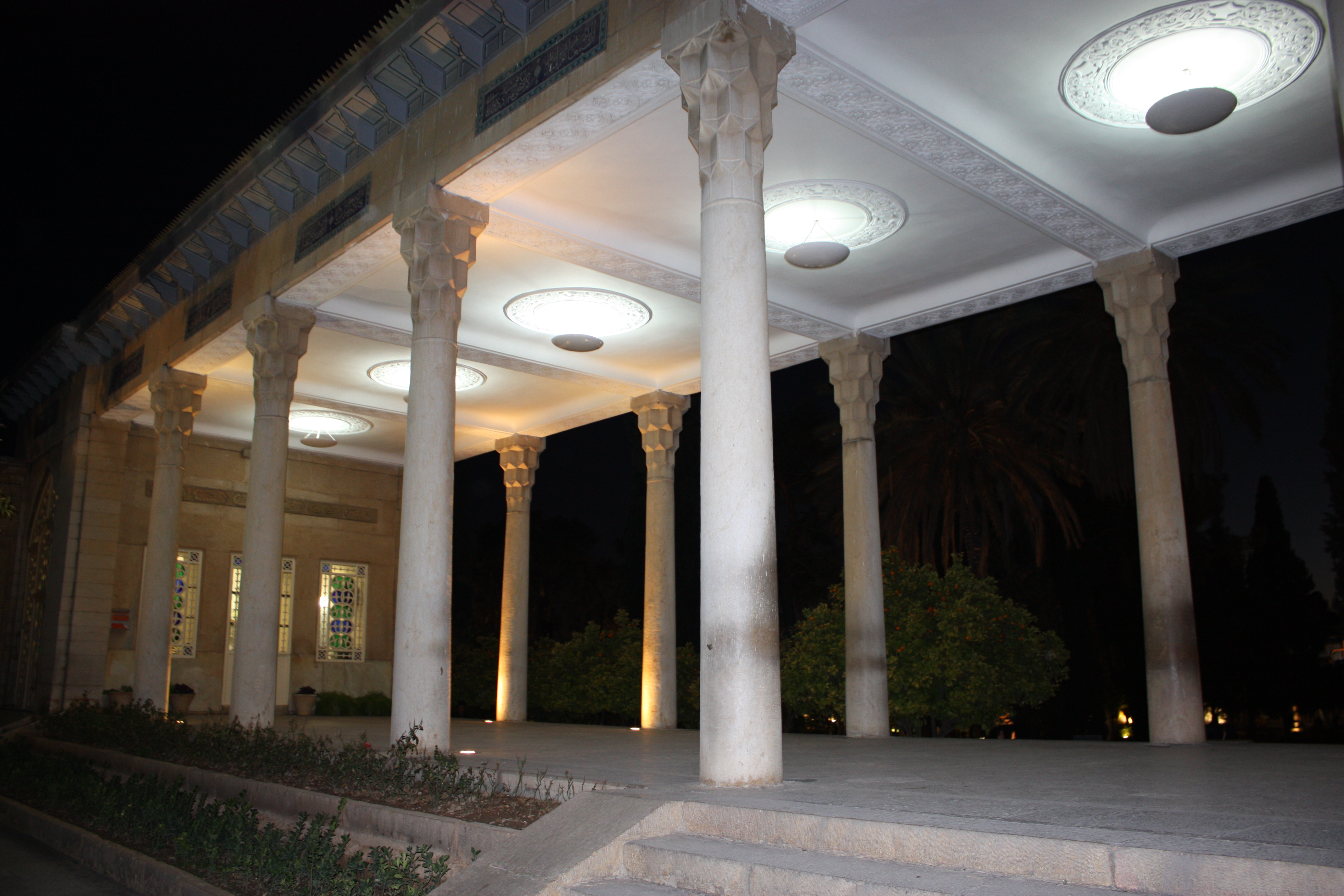
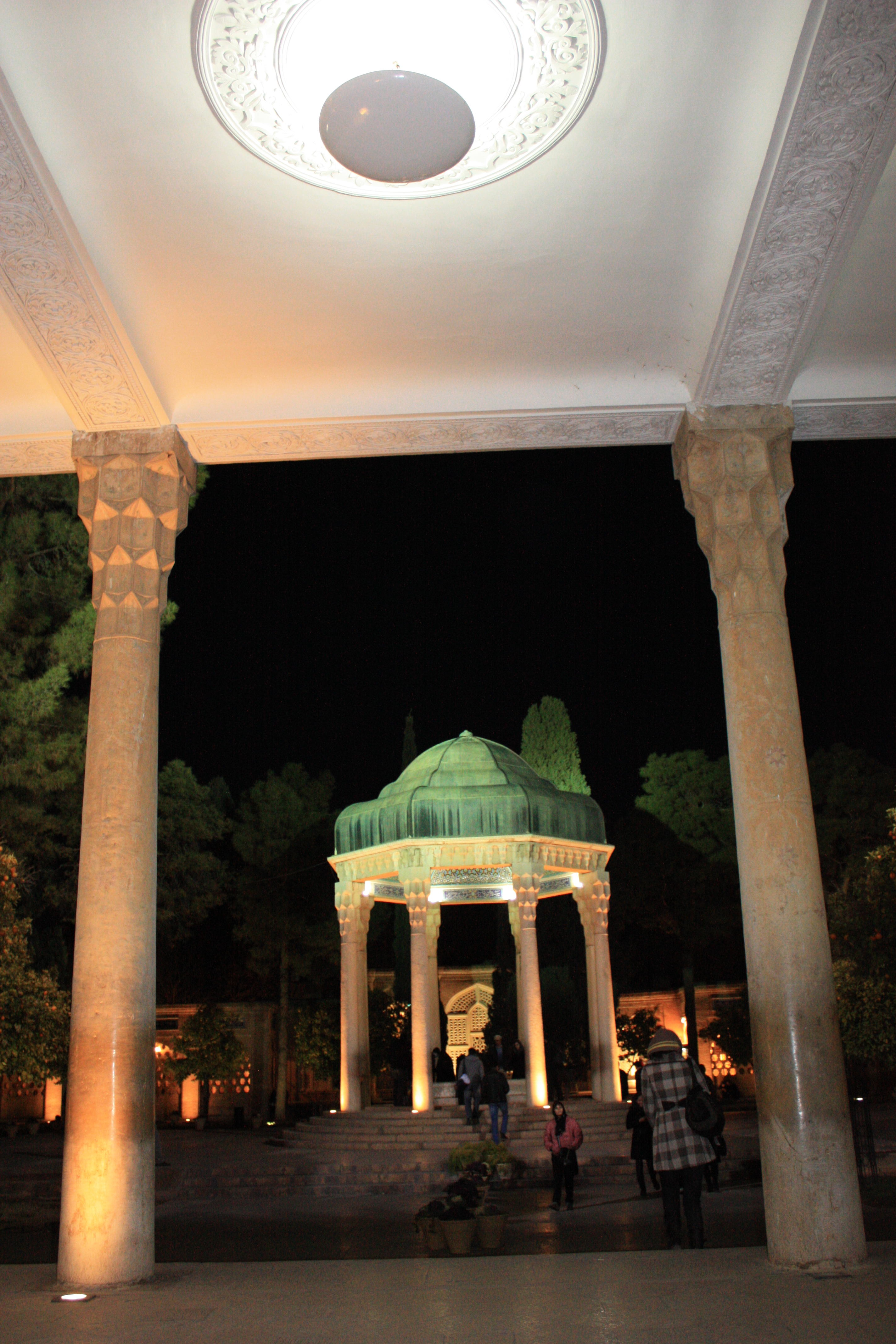
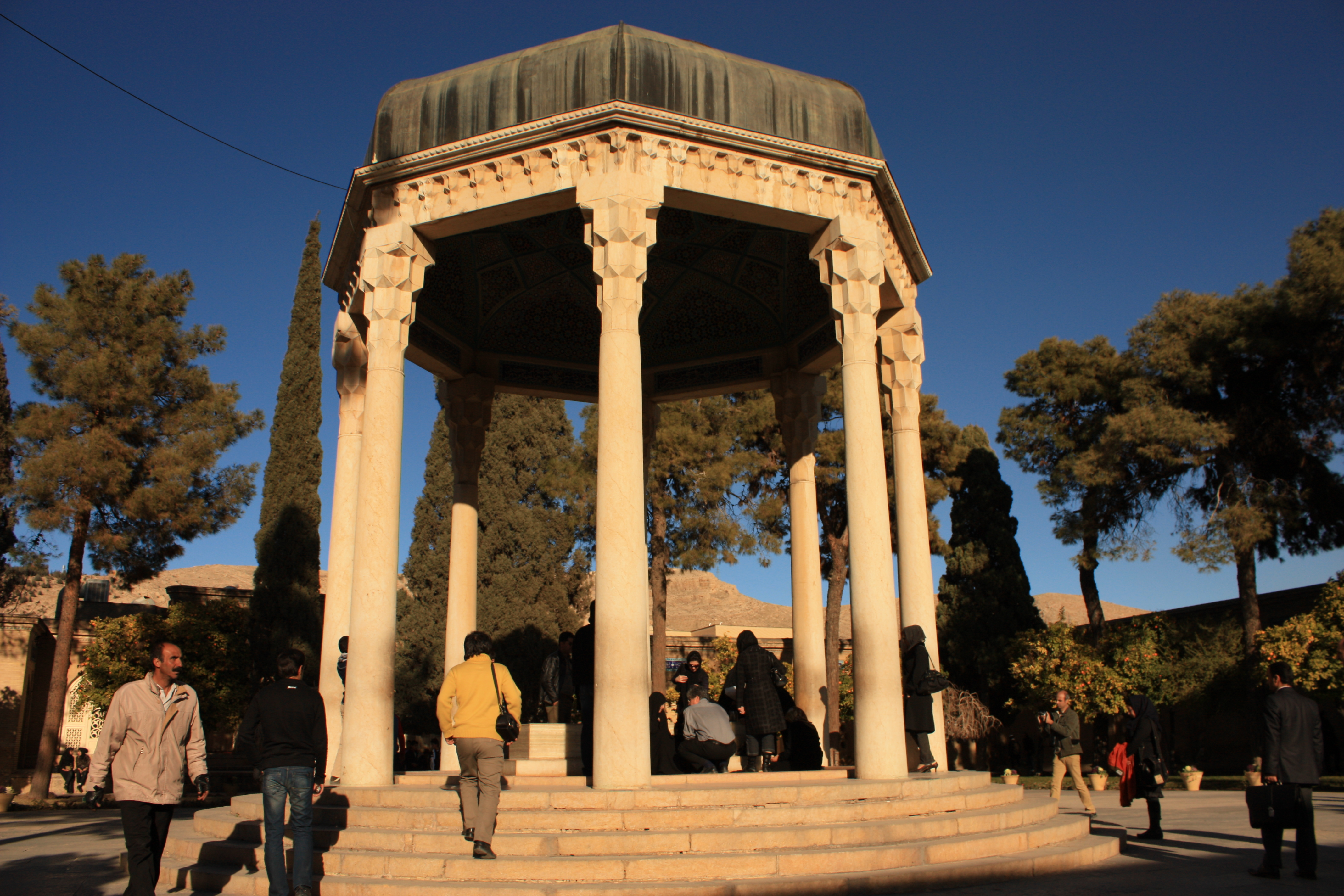
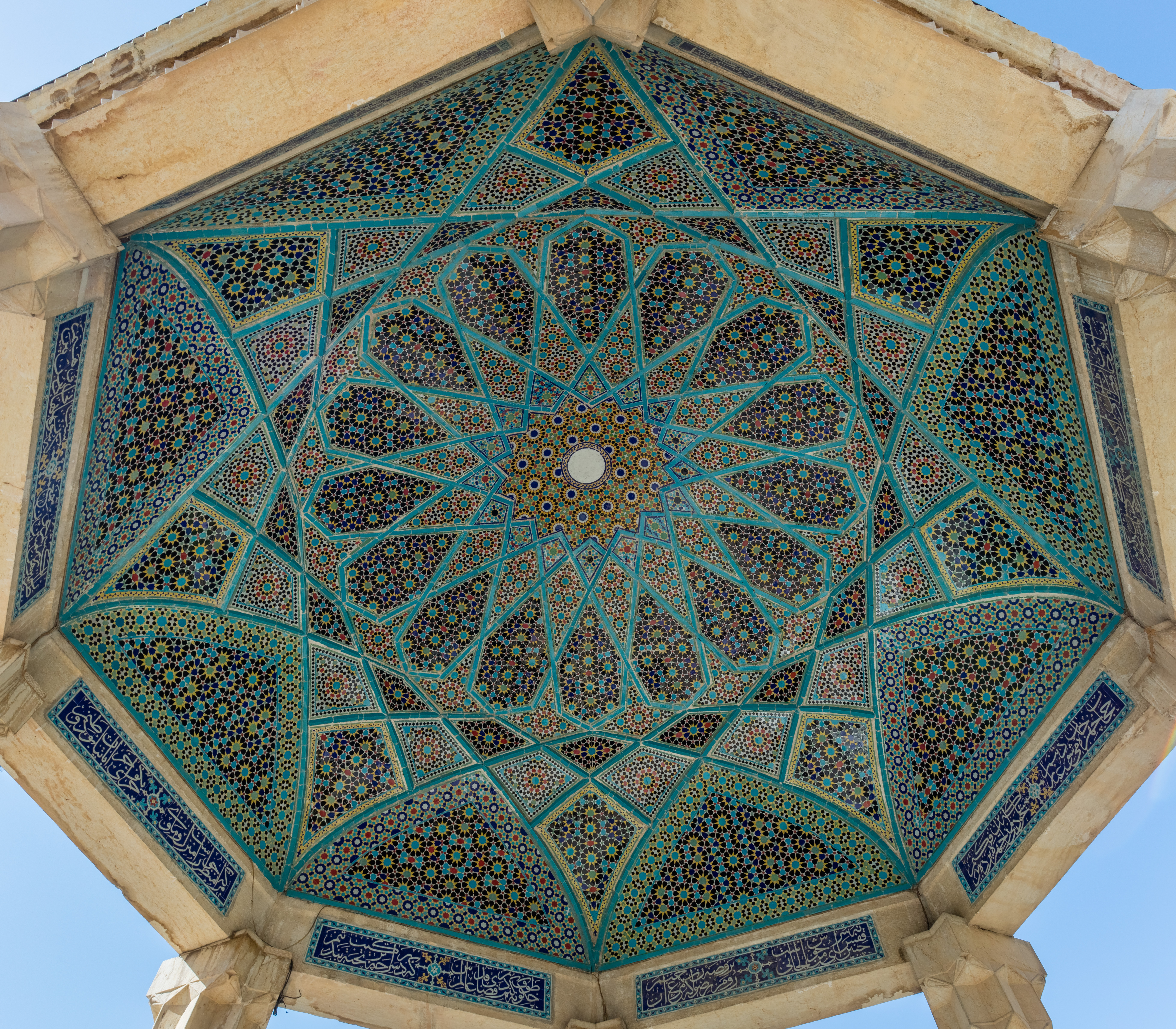
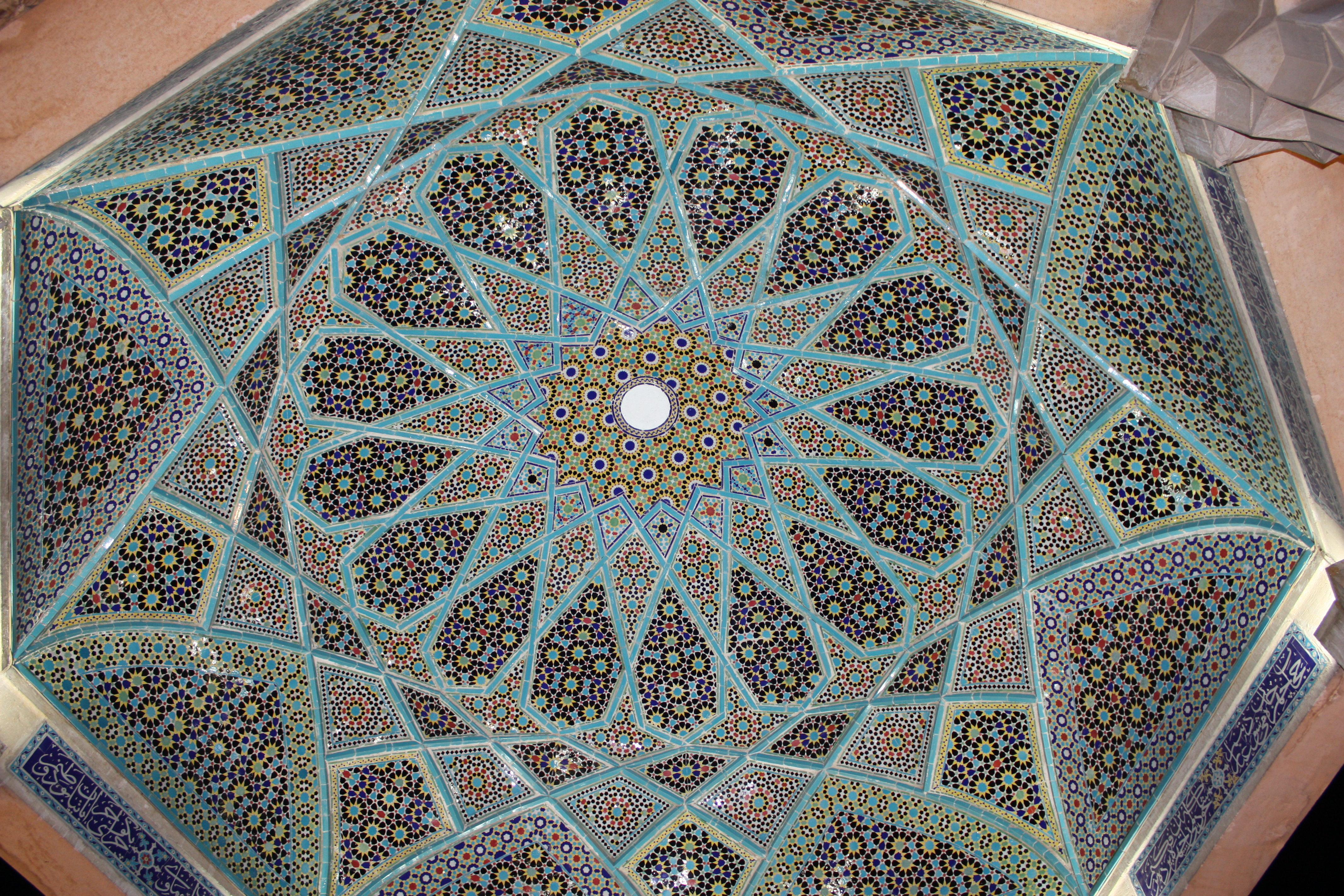
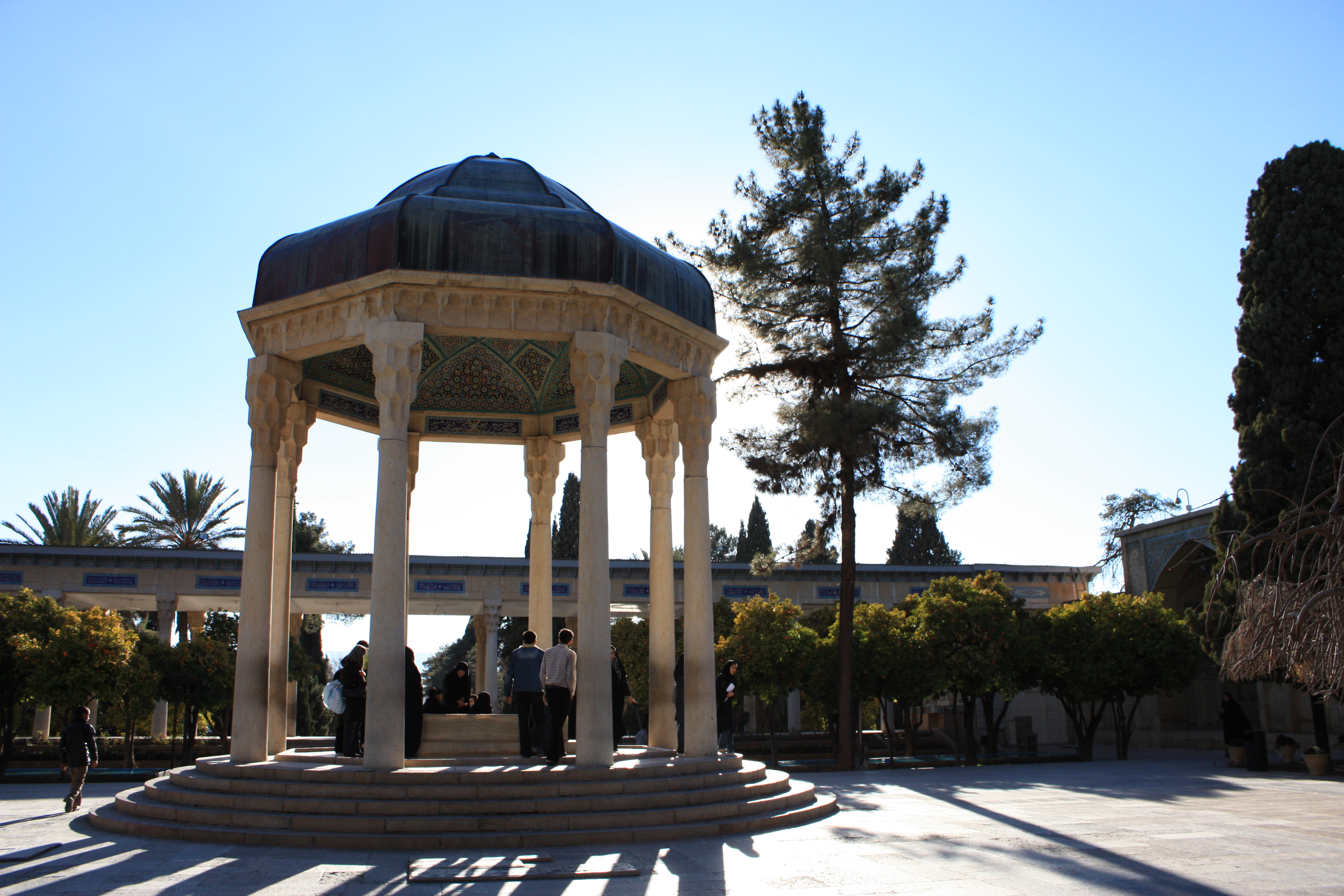
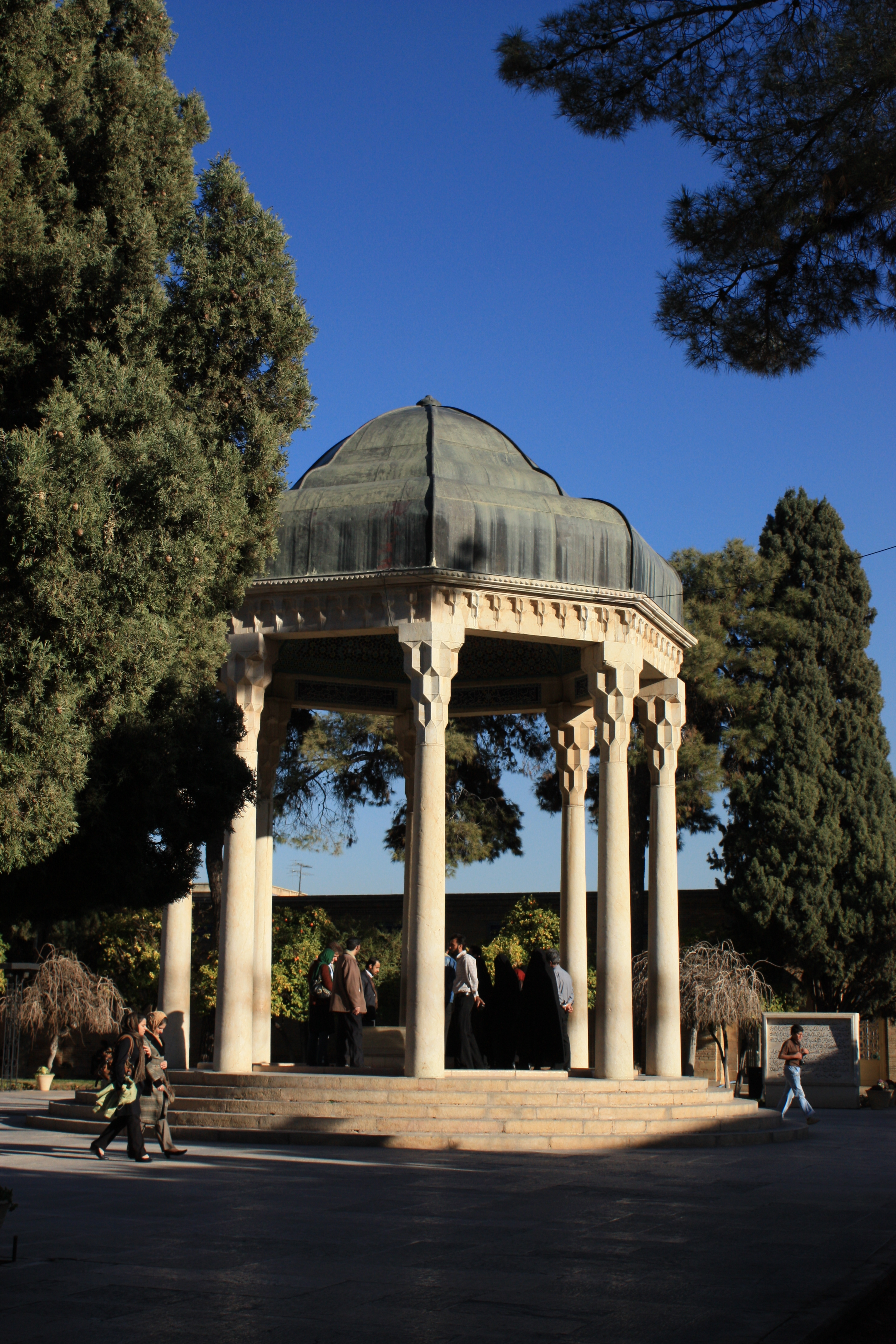
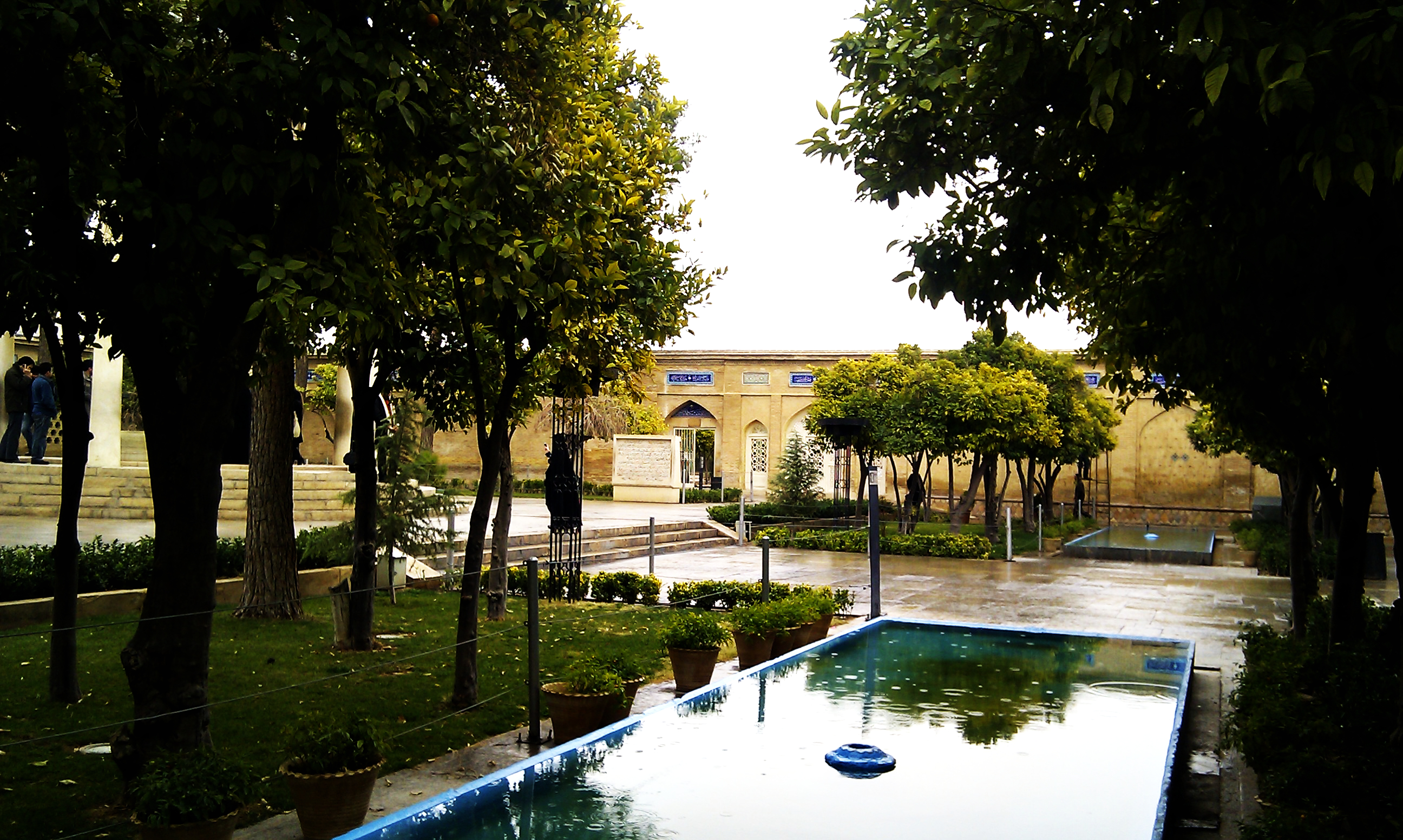
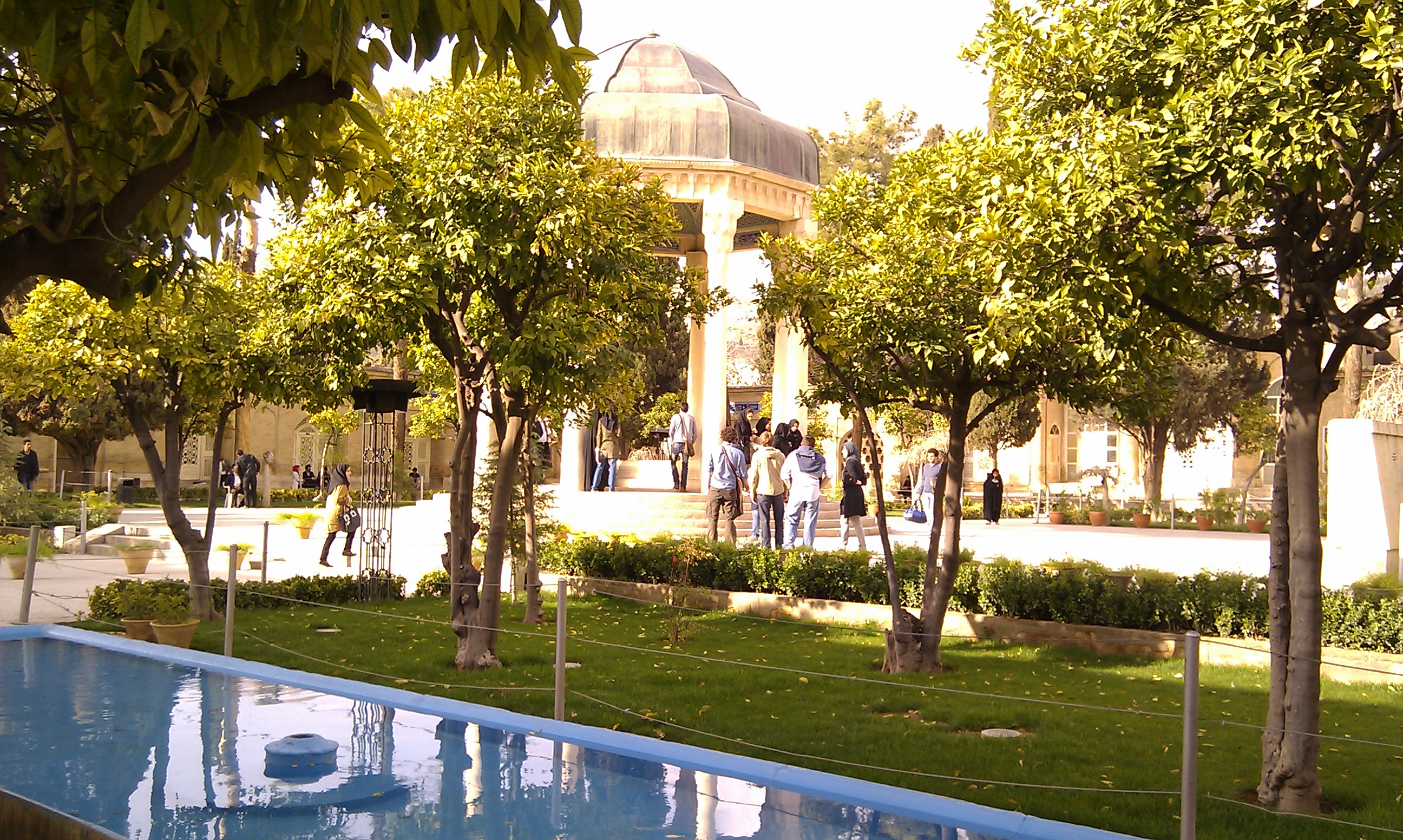

## أعلام
- علي رضا شابور شهبازي
- أهلي الشيرازي